# Urera rigida
Urera rigida är en nässelväxtart som först beskrevs av George Bentham, och fick sitt nu gällande namn av Ronald William John Keay. Urera rigida ingår i släktet Urera och familjen nässelväxter. Inga underarter finns listade i Catalogue of Life.